# دراسة عن المسرح الإيراني
دراسة عن المسرح الإيراني (الفارسية: نمایش در ایران) هو بحث رائد أجراه بهرام بيزاي حول المسرح في العالم الفارسي منذ العصور القديمة وحتى القرن العشرين؛ نُشر عام 1965 م. وقد وُصف بأنه "العمل النهائي في تاريخ أحد أقدم المسارح في العالم: المسرح الفارسي [الإنجليزية]".

## النص
نُشرت فصول الكتاب في البداية كمقالات في عامي 1962 و1963. وفي عام 1965، جمعها الكاتب ونشرها تحت عنوان نمایش در ایران (ويعني حرفيًا "عروض في إيران")، ووضع على الغلاف الخلفي العنوان الإنجليزي A Study on Iranian Theatre (دراسة في المسرح الإيراني). أصبح هذا الكتاب، ولا يزال، الإسهام الأبرز في هذا المجال. وفيما بعد، أُوكل نشره إلى دار روشنفکران للنشر، التي أصبحت الناشر الحصري لأعمال بيضائي باللغة الفارسية.

## بلغات أخرى
- بيزاي، بهرام. قصة المسرح في إيران . ترجمة ماني نعيمي. سياتل. 2020.(ردمك 978-1-6591-1569-7)رقم ISBN 978-1-6591-1569-7

## ملحوظات
1. ↑  "Welcome to Encyclopaedia Iranica". مؤرشف من الأصل في 2025-01-19.
2. ↑  "A Study on Iranian Theatre (first publication) on the internet catalog of the National Library of Iran". مؤرشف من الأصل في 2017-12-01. اطلع عليه بتاريخ 2016-08-23.